# Economía de Florencia (Caquetá)
La ciudad de Florencia, capital del departamento colombiano de Caquetá, es el principal centro de actividad económica en el suroriente del país. En ella tienen asiento las más importantes empresas agroindustriales de la región y además, es la ciudad que cuenta con la presencia de más entidades financieras en toda la Amazonia colombiana. El sector comercio representa un importante rubro de su economía, destacándose por la presencia de grandes complejos comerciales como el centro comercial Gran Plaza Florencia y el centro comercial La Perdiz.

## Sector primario

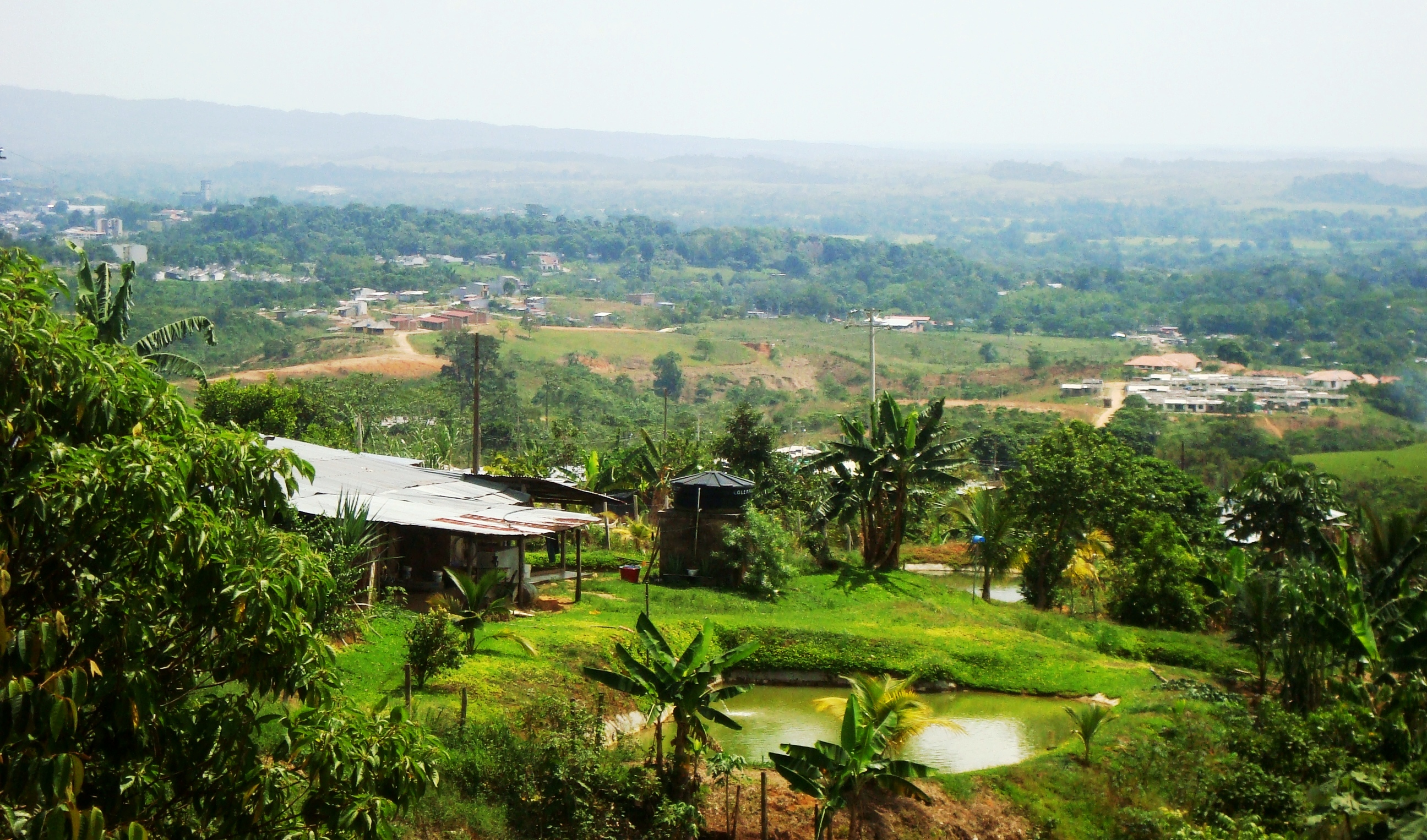
Agricultura de subsistencia en zona suburbana de Florencia.

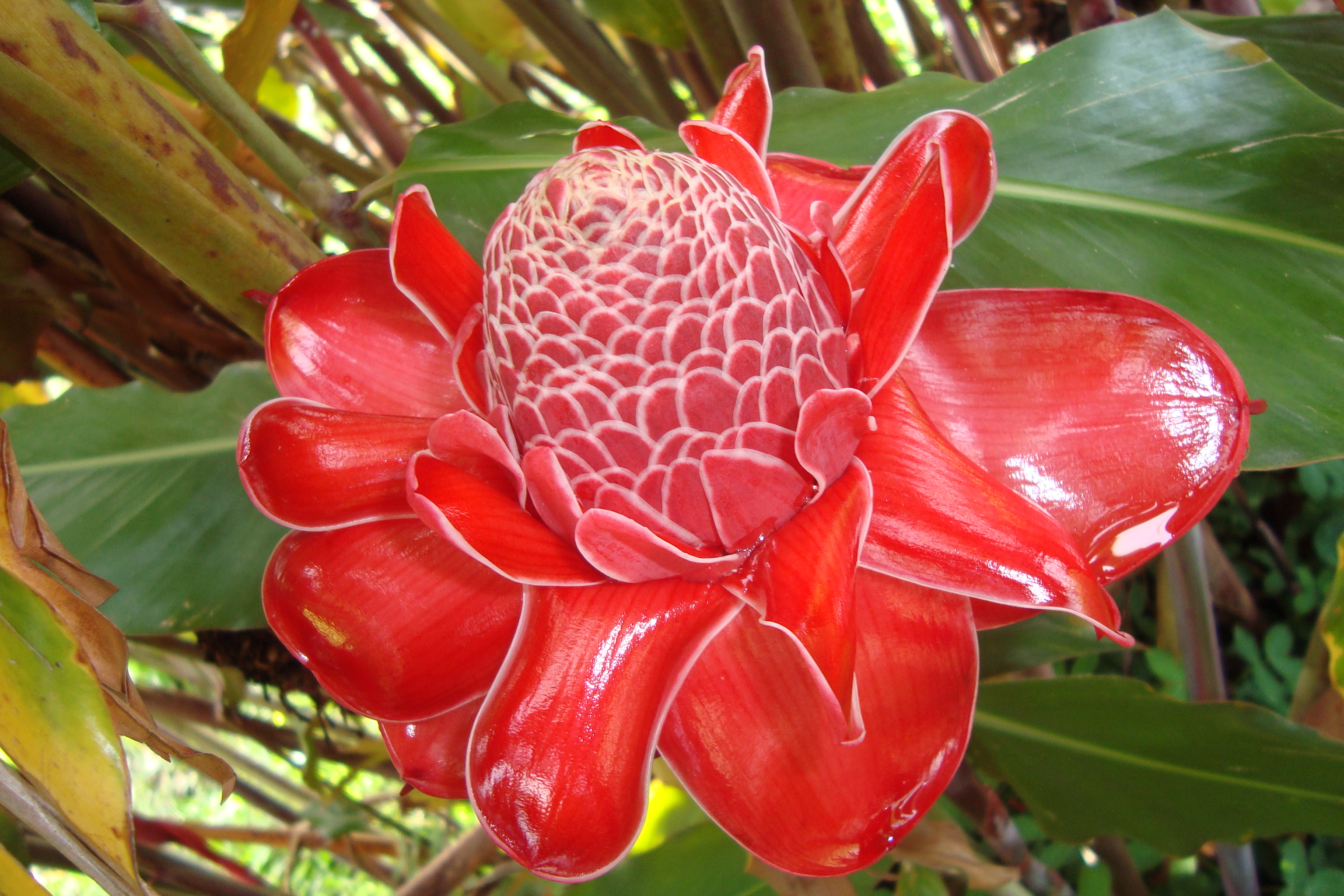
Bastón de emperador (Etlingera elatior), cultivada a pequeña escala en Florencia.

La actividad agropecuaria del municipio está principalmente asociada a la ganadería bovina —carne, leche y doble propósito—, así como a la explotación agrícola de cultivos permanentes como el plátano, la yuca y el café.

### Agricultura
Si bien una buena parte de los cultivos corresponde a agricultura de subsistencia, este renglón ocupa un lugar importante en la economía florenciana. El principal cultivo permanente es el plátano, con una producción anual de 3570 toneladas en 2010, seguido por la yuca o mandioca, de la cual se produjeron en el municipio alrededor de 2880 toneladas en el mismo año. También existen plantaciones de café amazónico —22,5% del área total plantada en el departamento— caña panelera, piña, maíz, flores exóticas como la heliconia y el bastón de emperador, además de frutales amazónicos como arazá, cocona y copoazú.

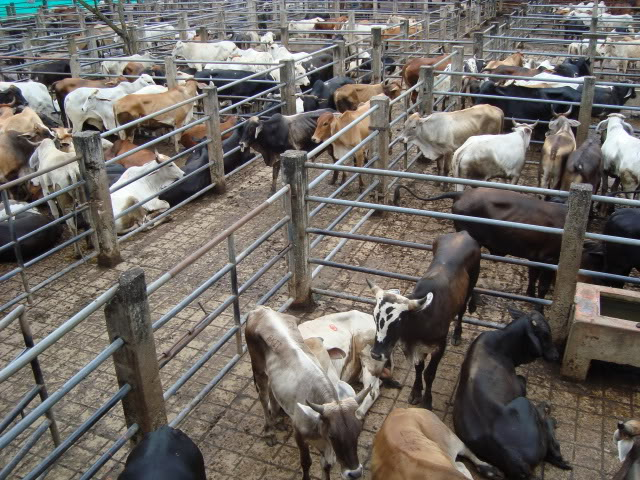
Feria ganadera en las instalaciones de Cofema.

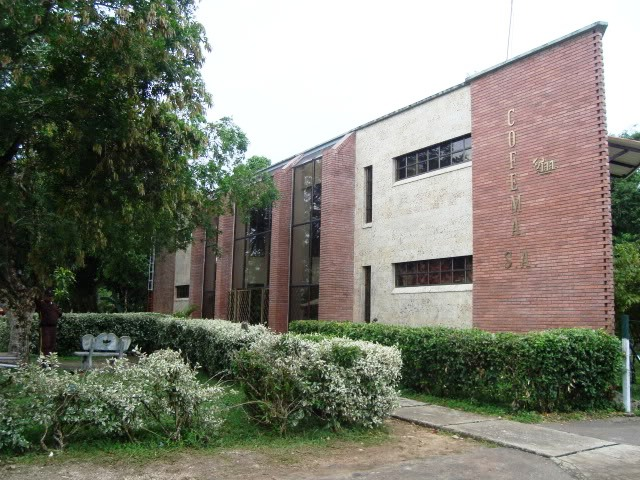
Sede administrativa de la Compañía de Ferias y Mataderos del Caquetá S.A.

| Especie           | Área plantada (ha) | Producción anual (t) | Rendimiento (t/ha) |
| Arazá             | 30                 | 87                   | 2,9                |
| Arroz tradicional | 65                 | 65                   | 1                  |
| Arroz mecanizado  | 203                | 1218                 | 6                  |
| Cacao             | 67                 | 8,5                  | 0,1                |
| Café              | 709                | 785                  | 1,1                |
| Caña de azúcar    | 275                | 1372                 | 5                  |
| Caucho            | 349                | 80                   | 0,2                |
| Maíz              | 75                 | 75                   | 1                  |
| Heliconia         | 4                  | 49                   | 12,2               |
| Piña              | 50                 | 270                  | 5,4                |
| Plátano           | 774                | 3570                 | 4,6                |
| Yuca              | 500                | 2700                 | 5,4                |

### Ganadería y pesca
La ganadería se caracteriza en la región por ser de tipo extensivo y de bajo componente tecnológico. Para 2009, el municipio de Florencia contaba con 65 616 bovinos, equivalentes al 5,48% del ganado del departamento, en un área cercana a las 160 000 hectáreas. En su jurisdicción tiene asiento la empresa Nestlé de Colombia, que compra 300 000 litros de leche diarios en el departamento, los cuales son utilizados como materia prima para la elaboración de productos terminados.
Así mismo, en Florencia tiene su sede la Compañía de Ferias y Mataderos del Caquetá (Cofema), empresa que efectúa la mayor parte de comercialización de ganado en pie en la región y cuenta con la planta de sacrificio más importante del Caquetá. En sus instalaciones se encuentran 72 corrales con una capacidad aproximada de 4000 bovinos y 400 porcinos, con pasarelas de observación y suministro de agua para los animales con destino al sacrificio o a la comercialización en pie.
La explotación piscícola está ampliamente extendida en el sector rural de Florencia, en donde existen más de 550 estanques para la cría de especies como cachama, mojarra, sábalo y bocachico.
| Especie animal  | Cabezas    | Especie animal | Cabezas |
| Apicultura      | 4 colmenas | Bufalino       | 250     |
| Asnal           | 30         | Caballar       | 3200    |
| Aves de engorde | 216 000    | Caprino        | 200     |
| Aves de postura | 24 000     | Mular          | 350     |
| Aves de corral  | 10 000     | Ovino          | 200     |
| Bovino          | 65 616     | Porcino        | 3285    |

| Especie   | N.º estanques | Área (m²) | Producción anual (kg) |
| Cachama   | 480           | 240 000   | 135 000               |
| Sábalo    | 60            | 30 000    | 13 000                |
| Mojarra   | 10            | 5000      | 2250                  |
| Bocachico | 5             | 2500      | 1125                  |

### Minería
En Florencia existen diferentes yacimientos, depósitos,prospectos y manifestaciones minerales catalogados como «recursos identificados», los cuales se pueden clasificar como medidos, indicados o inferidos de acuerdo con el grado de conocimiento disponible sobre su localización, cantidad y calidad, tecnología desarrollada para su aprovechamiento, entre otros. Los recursos minerales potenciales en la región de Florencia son principalmente oro, estaño, arenas silíceas, caliza, evaporitas, feldespato, mica, asfaltita y mármol. Sin embargo, la actividad minera se reduce al aprovechamiento de material de arrastre, a la extracción de feldespato y mica, y esporádicamente a la minería de aluvión.

## Sector secundario

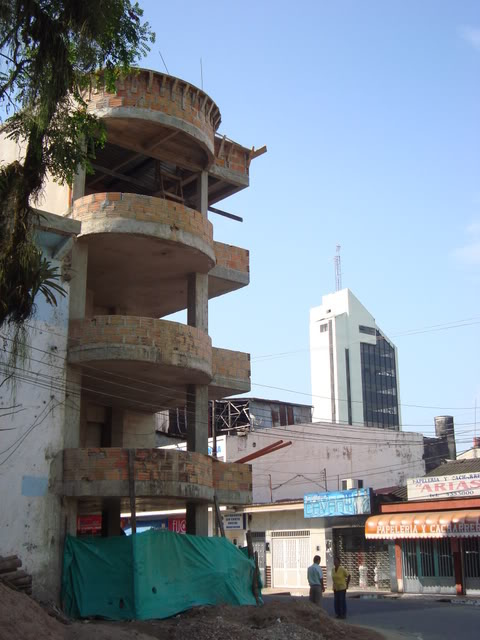
El área licenciada para construcción en Florencia aumentó un 6,9% en 2010.

### Industria
Existe un considerable número de artesanos dedicados a la pequeña industria, que han constituido microempresas donde elaboran y comercializan productos en el ámbito local, dentro de los cuales se destacan las artesanías en guadua, artesanías indígenas, ebanistería, quienes distribuyen sus productos en diferentes puntos de la ciudad. La industria de alimentos y bebidas ocupa cerca del 8% del total de empresas registradas en la Cámara de Comercio de Florencia, destacándose la fabricación de bebidas gaseosas, productos lácteos y empacadoras de café.
En 2009, fue constituida en Florencia la sociedad Zona Franca de la Amazonia S.A., iniciativa que busca la instalación en la ciudad de una zona franca permanente que aplique los beneficios en materia tributaria y aduanera otorgados por el Gobierno Nacional a varios departamentos del sur de Colombia mediante el Decreto 1197 de 2009. El proceso fue liderado por la Cámara de Comercio de Florencia para el Caquetá y finalizó con la vinculación de 640 accionistas. La Compañía de Ferias y Mataderos del Caquetá manifestó su interés en la creación de una zona franca permanente especial para el desarrollo de la cadena productiva de la carne, complementaria a la iniciativa de la Cámara de Comercio.

### Construcción
La actividad constructiva potencial en la ciudad de Florencia, medida como el número de metros cuadrados licenciados, ha presentado una tendencia ascendente en los últimos años. El área aprobada en 2010 alcanzó los 37 586 m², lo que representó un aumento del 6,9% frente a 35 175 m² aprobados en 2009. Este comportamiento obedeció principalmente al incremento en licencias de construcción para vivienda, que luego de haber caído 39,4% en 2009, creció 169,9% en 2010 al totalizar 25 856 m².

## Sector terciario

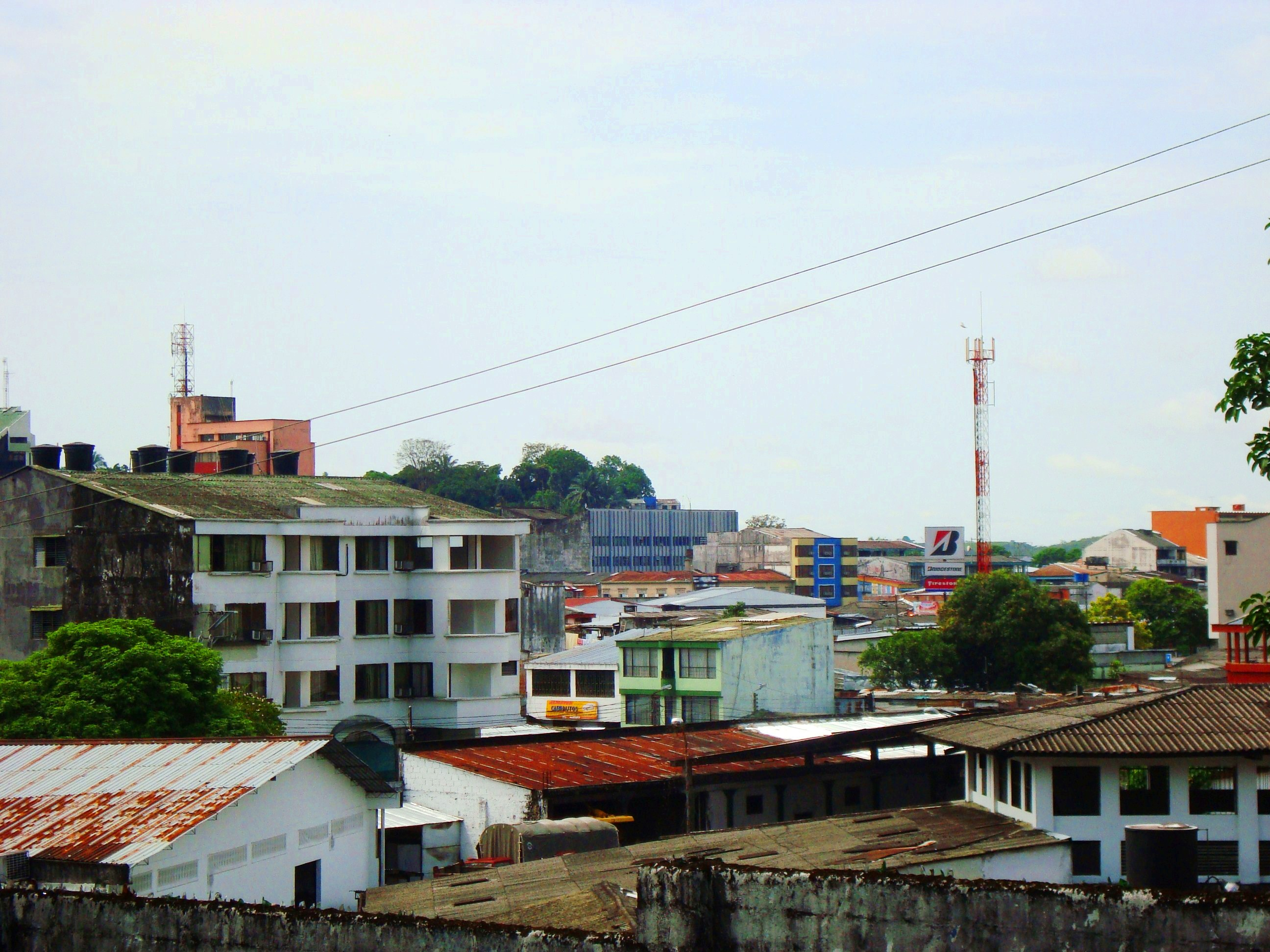
Centro de Florencia, corazón de la actividad económica de la ciudad.

### Comercio
El comercio constituye un renglón importante dentro de la economía municipal al presentar por parte de los residentes una alta demanda por los productos alimenticios, fundamentalmente por aquellos que no se producen, empacan o procesan en la región. De acuerdo con los resultados del censo DANE 2005, del total de establecimientos dedicados a actividades económicas, en el 59,5 % se desarrollan actividades comerciales, el 9,9 % se dedica a la industria, el 29,5 % a servicios y el 1,0 % a otras actividades.
En 2003 fue construido el centro comercial La Perdiz con el ánimo de recuperar el espacio público de la ciudad, reubicando y formalizando cerca de 400 comerciantes estacionarios. En el primer trimestre de 2012 inició la construcción del centro comercial Gran Plaza Florencia, el primer centro comercial de gran formato en todo el departamento de Caquetá. Fue inaugurado el 31 de mayo de 2013 luego de una inversión superior a los 57 000 millones de pesos, cuenta con 134 locales comerciales en un área de 33 900 m² e incluye un almacén Éxito como tienda ancla.

### Servicios

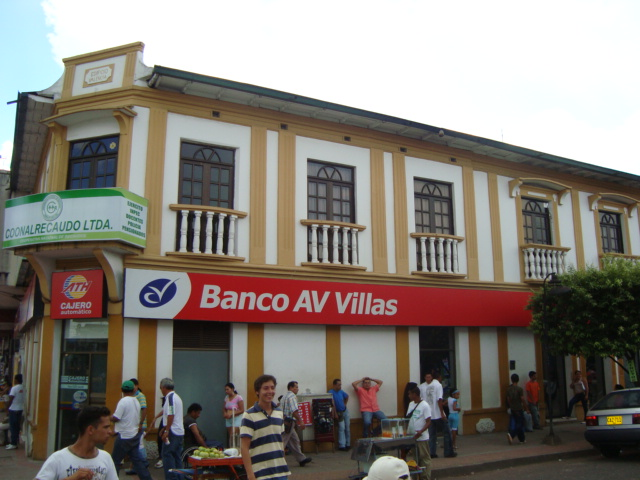
Sede bancaria en la Casa Valencia, edificio histórico en el centro de la ciudad.

El sistema financiero en Florencia está constituido por oficinas de los bancos de Bogotá, de Occidente, Bancolombia, Popular, AV Villas, Davivienda, BBVA, Caja Social, Bancoomeva, Banco Agrario, Banco WWB y Bancamía. Por toda la ciudad se dispone de cajeros automáticos (ATM) tanto en las oficinas bancarias, como en los lugares de mayor afluencia de público. Los establecimientos bancarios captaron en la ciudad de Florencia alrededor del 84,6% del total de depósitos del departamento de Caquetá en 2010, que para ese año alcanzaron los COP 248 667 millones. Por su parte, la colocación de recursos del sector bancario en todo el departamento arrojó un saldo de COP 464 520 millones al finalizar 2010. Las operaciones en la ciudad de Florencia correspondieron al 69.4% del total.
En cuanto a servicios hosteleros, Florencia contaba en 2010 con una oferta total en servicios de alojamiento de 82 establecimientos registrados, con una capacidad de 1744 plazas en 1301 habitaciones. El 32 % de los establecimientos corresponde a hoteles, el 54 % a residencias, el 8 % a apartamentos, el 5 % a centros recreativos o alojamiento turístico y el 1 % a hostales.

## Empleo
El mercado laboral en Florencia ha estado afectado por los movimientos migratorios como ciudad receptora de personas en condición de desplazamiento forzoso. Además del trabajo autónomo que representó el 48,0% de los ocupados en 2010 y del empleo particular que alcanzó el 30,0% ese mismo año, la principal fuente de trabajo mejor remunerado se ubica en los sectores públicos y oficiales —8,9%—.
Según estadísticas del DANE, para el quinquenio 2006-2010 la tendencia de la tasa de desempleo de Florencia mostró un comportamiento descendente al pasar de 14,2% en 2006 a 13,3% en 2010. A pesar de que este indicador para el último año presentó un incremento frente al 12,9% presentado en 2009, los ocupados aumentaron de 49 mil a 51 mil. Así mismo, entre diciembre de 2007 y el mismo mes de 2010, la tasa global de participación (TGP) ha fluctuado en un rango de 57,2%-59,9%; la Tasa de Ocupación (TO) ha presentado niveles de 49,9%-52,8% y la tasa de desempleo (TD) ha permanecido entre el 10,9% y el 13,7%, valor máximo alcanzado en marzo de 2008.

## Nivel de precios
Florencia fue incluida desde 2009 entre las 24 ciudades en las que el DANE efectúa el cálculo del índice de precios al consumidor —IPC—. Durante este período, el índice obtuvo un comportamiento mensual que lo ubicó por debajo del promedio nacional. Al finalizar el año, la variación del IPC en Florencia llegó a 1,7%, en tanto que a nivel nacional aumentó 2,0%. En 2010, la variación del IPC en Florencia se ubicó en 2,88%, alcanzando la decimoquinta plaza entre las ciudades con el IPC más alto, aunque resultó inferior al promedio nacional que fue del 3,2%. Los grupos de gasto que más contribuyeron a la variación del IPC en 2010 fueron los grupos de vivienda y alimentos